# Youssef Krou
Youssef Krou (* 19. Juni 1989 in Agadir) ist ein französisch-marokkanischer Volleyball- und Beachvolleyballspieler.

## Karriere Hallenvolleyball
Youssef Krou spielte als Jugendlicher Hallenvolleyball bei AS Cannes und ab 2007 im Centre National de Volley-Ball sowie in der französischen Junioren-Nationalmannschaft, mit der er 2007 U19-Europameister und Bronzemedaillengewinner bei den Welttitelkämpfen der gleichen Altersklasse wurde. Von 2009 bis 2014 war der Außenangreifer erneut bei AS Cannes aktiv und wurde hier 2010 französischer Vizemeister.

## Karriere Beachvolleyball
Seit 2014 spielt Krou national und international Beachvolleyball, zunächst an der Seite von Édouard Rowlandson. Rowlandson/Krou gewannen im Oktober 2014 die FIVB Open in Xiamen. Bei der WM 2015 in den Niederlanden erreichten sie die Hauptrunde, in der sie gegen die späteren Weltmeister Alison Cerutti und Bruno Oscar Schmidt aus Brasilien ausschieden. Von September 2016 bis September 2018 war Quincy Ayé der neue Partner von Krou. Krou/Ayé gewannen im Juli 2017 das FIVB 1-Stern Turnier in Agadir. Ende 2017 hatten die beiden Franzosen drei weitere Spitzenplatzierungen auf der World Tour. Von Oktober 2018 bis 2020 war erneut Rowlandson Krous Partner, mit dem er 2020 die französische Meisterschaft gewann. 2021 spielte er mit Olivier Barthélémy und wurde erneut französischer Meister.
Seit 2022 bildet Krou ein Duo mit Arnaud Gauthier-Rat. Bei der Weltmeisterschaft in Rom erreichten die beiden Franzosen als „Lucky Loser“ die erste K.-o.-Runde, in der sie gegen die Italiener Lupo/Ranghieri ausschieden. Ähnlich erging es Krou zusammen mit Quincy Ayé bei der Europameisterschaft in München, bei der er als Gruppenzweiter in der ersten K.-o.-Runde gegen das lettische Duo Samoilovs/Šmēdiņš verlor. Nach zahlreichen fünften und neunten Plätzen auf der neugeschaffenen World Beach Pro Tour 2022 gewannen Krou/Gauthier-Rat am Jahresende das Elite16-Turnier im australischen Torquay. In der folgenden Saison standen die Franzosen beim Challenge-Event von Itapema im Endspiel, erreichten die Runde der besten Acht beim Elite16 von Ostrava sowie das Achtelfinale der gleichwertigen Turniere in Montreal und Paris und schieden bei der WM sieglos in der Vorrunde aus. Im dritten gemeinsamen Turnier 2024 erreichten die beiden das Endspiel im chinesischen Xiamen und belegten anschließend neben drei anderen Beachpaaren den neunten Platz beim Elite16 in Stare Jablonki. Bei den Olympischen Spielen in Paris konnten die beiden in der Vorrunde nur einen Satz gewinnen und schieden sieglos aus.

## Privates
Krou hat einen marokkanischen Vater und reiste viel in seiner Jugend. Er lebte u. a. sieben Jahre in Madagaskar.